# Plataea personaria
Plataea personaria là một loài bướm đêm trong họ Geometridae.